# Аналитична геометрия
Аналитичната геометрия е дял от математиката, която с помощта на алгебрични средства изследва геометричните обекти въз основа на въведени координати и координатни системи.
Изградена е върху възможността, на геометричните обекти (точки, прави, криви, равнини, повърхнини) да се съпоставят числа, които ги отличават помежду им. Всеки геометричен обект се разглежда като геометрично място на точки, т. е. множество от всички точки, удовлетворяващи определено условие, изразено във формулен вид.
Например ако в дадена равнина е въведена координатна система, то всяка точка от равнината може по единствен начин да се представи като наредена двойка от реални числа спрямо началото и осите на тази координатна система. Всяка права в равнината се представя с единствено уравнение {\displaystyle ax+by+c=0} ({\displaystyle a,b,c} - реални числа), т. е. правата се състои от всички точки, чиито двойки от координати удовлетворяват уравнението. Или друг пример: геометричното описание на окръжността е множеството от точките, равноотдалечени от дадена точка. Алгебрично това условие се изразява с уравнението {\displaystyle x^{2}+y^{2}=1}, което се удовлетворява от всички точки на окръжността с координати наредената двойка {\displaystyle (x,y)}. Така аналитичната геометрия дава инструментите на геометрични обекти да се съпоставят алгебрични обекти (наредени двойки числа, уравнения) и да се изследват техните свойства.
Основите на тази математическа дисциплина са поставени от Рене Декарт (1596 – 1650) и Пиер дьо Ферма (1601 – 1665), а детайлно развита от Леонард Ойлер (1707 – 1783). Първоначално Йохан Бернули (1667 – 1748) нарича този дял от математиката „декартова геометрия“ (в свой труд от 1692 г.), а терминът „аналитична“ е въведен от Исак Нютон (1643 – 1727) в негов труд от 1671 г., издаден посмъртно през 1736 г. Аналитичната геометрия служи за основа за нови клонове на математиката, като диференциалната геометрия, в която е внесен инструментариумът на математическия анализ и алгебричната геометрия, където се прилага теорията на алгебричните системи.